# Eurodiaconia
Eurodiaconia ist ein diakonisches Netzwerk von Kirchen und christlichen Organisationen in Europa, die soziale Arbeit und Gesundheitsfürsorge leisten und sich für soziale Gerechtigkeit einsetzen. Der Sitz des Sekretariats ist Brüssel, Belgien.

## Geschichte
Eurodiaconia wurde 1995 satzungsgemäß als Nichtregierungsorganisation in Straßburg, Frankreich gegründet und registriert. 2008 wurde sie in Belgien als internationale, nicht-gewinnausschüttende Gesellschaft eingetragen. Generalsekretärin ist seit 2008 Heather Roy.
2019 gehören 51 nationale und regionale Organisationen aus 33 Ländern und Gebieten Eurodiaconia an. Die Mitglieder Eurodiaconias stellen soziale und dauerhafte Betreuung, Beratung und medizinische Pflege für Bedürftigste zur Verfügung.
Eurodiaconias höchstes Entscheidungsgremium ist die jährliche Generalversammlung. Sie wird wechselnd von den Mitgliedsorganisationen in dem jeweiligen Land Europas veranstaltet. 2019 fand das jährliche grundlegende Treffen in Edinburgh, Schottland statt.

## Finanzierung
Eurodiaconia ist in Belgien als Nichtregierungsorganisation registriert und erhält finanzielle Unterstützung aus dem Programm für Erwerbstätigkeit und Soziale Innovation der Europäischen Union „EaSi“ von 2014 bis 2020. Haupteinnahmequelle sind die Mitgliedsbeiträge zugehörigen Organisationen und Zuwendungen von der Europäischen Kommission.

## Kooperationen
Eurodiaconia ist Mitglied des Netzwerks Social Platform, der Gesellschaft Research and Study of Diaconia and Christian Social Practice (ReDi), des European Anti-Poverty Network (EAPN) und des Netzwerks Social Services Europe.